# دانيال بي. رايت
دانيال بي. رايت (بالإنجليزية: Daniel B. Wright)‏ هو محامي وسياسي أمريكي، ولد في 17 فبراير 1812، وتوفي في 27 ديسمبر 1887. حزبياً، نشط في الحزب الديمقراطي. انتخب عضو مجلس النواب الأمريكي.